# مجیک جانسون
اروین مجیک جانسن (به انگلیسی: Earvin "Magic" Johnson Jr) (متولد ۱۴ اوت ۱۹۵۹ در لنسینگ) بسکتبالیست تیم لس آنجلس لیکرز است که از بسکتبال خداحافظی کرده و بازنشسته است.

## زندگی

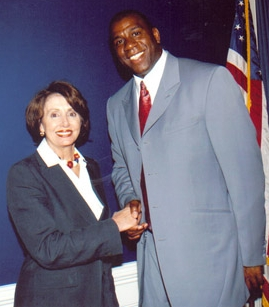
جانسون و نانسی پلوسی، رئیس مجلس آمریکا

جانسون در اولین فصل حضورش در NBA در سال ۱۹۷۹ جام قهرمانی و جایزه ارزشمندترین بازیکن فصل را از آن خود کرد. وی پس از این نیز ۴ بار با تیم لیکرز قهرمان لیگ NBA شد.
مجیک در سال ۱۹۹۱ از بسکتبال خداحافظی کرد و مدتی بعد اعلام کرد که به ویروس اچ آی وی مبتلا است.
او دوباره در سال ۱۹۹۲ بازگشت و در مسابقه آل-استار آن سال بازی کرد و به عنوان ارزشمندترین بازیکن آن مسابقه شناخته شد. جانسون دوباره از بسکتبال خداحافظی کرد و این دوری به مدت ۴ سال به طول انجامید تا اینکه در سال ۱۹۹۶ برای لیکرز به میدان رفت و در پایان فصل و برای آخرین بار از بسکتبال خداحافظی کرد.
او با ۲۰۶ سانتی‌متر قد و فیزیکی درشت در پست گارد راس بازی می‌کرد که در طول تاریخ بی نظیر است. با این وجود او بازیکن سریع و چابک و باهوشی بود و در پاس منجر به گل از بهترین‌های تاریخ NBA محسوب می‌شود. بسیاری از کارشناسان مجیک را بهترین گارد راس تاریخ بسکتبال می‌دانند. رقابت او و رقیب دیرینه‌اش لری برد بر سر قهرمانی NBA از زیباترین دوئل‌های بسکتبال است.

## افتخارات
- قهرمانی با تیم ملی بسکتبال آمریکا در مسابقات المپیک سال ۱۹۹۲
- ۱۲ بار بازی در مسابقه آل-استار
- ۳ بار ارزشمندترین بازیکن NBA
- ۵ بار قهرمانی در لیگ NBA
- ۲ ارزشمندترین بازیکن مسابقه آل-استر
- ۱ بار قهرمانی در جام قهرمانی بسکتبال دسته اول مردان ان‌سی‌ای‌ای